# Holger Zaborowski
Holger Zaborowski (* 24. März 1974 in Haldern) ist ein deutscher Philosoph.

## Leben
Nach dem Abitur am St.-Josef-Gymnasium Bocholt und dem Studium der Philosophie, katholischen Theologie und klassischen Philologie in Freiburg, Basel und Cambridge als Stipendiat der Studienstiftung des deutschen Volkes promovierte er 2002 an der Universität Oxford 2002 zum D. Phil. und 2010 an der Universität Siegen 2010 zum Dr. phil. Von 2001 bis 2005 war er wissenschaftlicher Assistent an der Universität Freiburg im Breisgau. Von 2005 bis 2011 war er Professor für Philosophie an der Catholic University of America in Washington, D.C., USA.
Zabrowski war ab Januar 2012 Inhaber des Lehrstuhls für Geschichte der Philosophie und philosophische Ethik an der Philosophisch-Theologischen Hochschule Vallendar. Vom 1. April 2017 bis 31. März 2020 war er zudem Rektor der Hochschule.
2020 folgte er einem Ruf auf den Lehrstuhl für Philosophie an der Theologischen Fakultät der Universität Erfurt. Er wurde dort Nachfolger von Eberhard Tiefensee.

## Wissenschaftliches Wirken
Die Schwerpunkte der Tätigkeit von Zaborowski liegen im Bereich der Religionsphilosophie, der politischen Philosophie, der Phänomenologie und der Hermeneutik.
Zaborowski ist u. a. Mitherausgeber des Heidegger-Jahrbuches, der Martin-Heidegger-Briefausgabe, des Jahrbuches für Religionsphilosophie und der Interpretationen und Quellen. Er ist Mitglied im wiss. Beirat der Bernhard-Welte-Gesellschaft e. V., Mitglied des Vorstands der Martin-Heidegger-Stiftung, des Comité scientifique des Bulletin Heideggérien (Bhdg), des Editorial Board der New Heidegger Research Series und von Gatherings. The Heidegger Circle Annual, des Redaktionsbeirates der Internationalen katholischen Zeitschrift Communio.
Zusammen mit Martin W. Ramb hat er das Projekt Denkbares. Begegnungen mit Menschen und Büchern gegründet und gibt mit ihm zusammen im EOS Verlag die Edition Denkbares heraus.
Seit 2014 ist er ordentliches Mitglied der European Academy of Sciences and Arts.
Im November 2020 wurde er zum Vorsitzenden des Kuratoriums der Cusanus Hochschule für Gesellschaftsgestaltung gewählt.

## Werke
- Spielräume der Freiheit. Zur Hermeneutik des Menschseins, Alber, Freiburg/München 2009, ISBN 3-495-48242-3.
- Eine Frage von Irre und Schuld? Martin Heidegger und der Nationalsozialismus, Fischer Verlag, Frankfurt am Main 2010, ISBN 978-3-596-18017-2.
- Robert Spaemann’s Philosophy of the Human Person. Nature, Freedom, and the Critique of Modernity, Oxford 2010, ISBN 0-19-957677-7.
- Untergräbt der Atheismus die Fundamente der Gesellschaft?, Bachem Verlag, Köln 2010, ISBN 978-3-7616-2131-8 (= Kirche und Gesellschaft; Nr. 368)
- mit Alfred Denker: Gelassenheit: zum 125. Geburtstag von Martin Heidegger. Heideggers Meßkircher Rede von 1955, Alber Verlag, Freiburg, Br./München, ISBN 978-3-495-48670-2
- Andächtig leben. Denkanstöße für den Alltag, Herder Verlag, Freiburg/Basel/Wien 2015, ISBN 978-3-451-31307-3.
- mit Martin W. Ramb: Helden und Legenden oder: Ob sie uns heute noch etwas zu sagen haben, Wallstein, Göttingen 2015, ISBN 978-3-8353-1691-1.
- mit Martin W. Ramb: Jenseits der Ironie. Dialoge der Barmherzigkeit, Wallstein, Göttingen 2016, ISBN 3-8353-1907-8.
- Menschlich sein. Philosophische Essays, Alber, Freiburg/München 2016, ISBN 3-495-48815-4.
- Tragik und Transzendenz. Spuren in der Gegenwartsliteratur, Schwabenverlag, Ostfildern 2017, ISBN 3-7867-3091-1.
- mit Martin W. Ramb: Arbeit 5.0 oder: Ob ohne Muße alles nichts ist, Wallstein, Göttingen 2018, ISBN 978-3-8353-3340-6.
- mit Martin W. Ramb: Heimat Europa?, Wallstein, Göttingen 2019, ISBN 978-3-8353-3475-5.
- mit Alfred Denker: Jenseits von Polemik und Apologie. Die „Schwarzen Hefte“ in der Diskussion (Heidegger-Jahrbuch, Bd. 12), Alber Verlag, Freiburg, Br./München 2020, ISBN 978-3-495-45712-2.
- mit Martin W. Ramb: Advent trotz(t) Corona. Impulse und Meditationen mit Blick auf Weihnachten, EOS Verlag, Sankt Ottilien 2022, ISBN 978-3-8306-8067-3.
- mit Martin W. Ramb: Solidarität und Verantwortung oder: Was Europa zusammenhält, Wallstein, Göttingen 2022, ISBN 978-3-8353-3768-8.
- mit Antonia Gottwald: Hans Kock, Skulptur und Raum: Gespräche, Vorträge und Essay zu Kunst und Architektur, 1972-2007, Schnell & Steiner, Regensburg 2023, ISBN 978-3-7954-3710-7.